# Артур Дзямбор

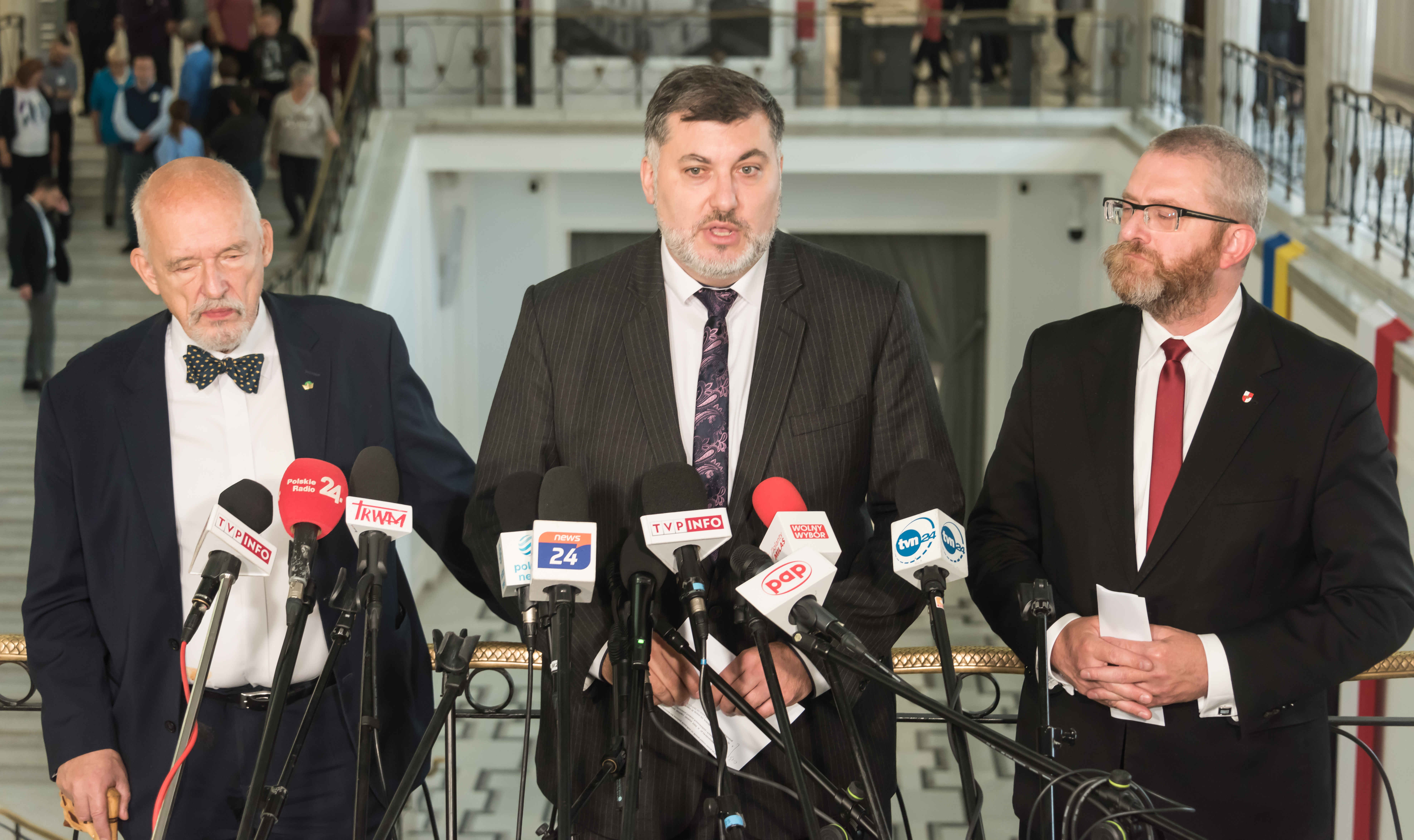
Януш Корвін-Мікке, Артур Дзямбор і Гжегож Браун під час прес-конференції в Сеймі (2022)

Артур Ервін Дзямбор (пол. Artur Erwin Dziambor ; нар. 27 січня 1982, Гдиня) — польський політик, викладач і підприємець, депутат 9-го Сейму, у 2019—2022 рр. віце-президент партії KORWiN, з 2022 р. президент партія «Лібертаріанці».

## Біографія
Дзямбор закінчив факультет менеджменту і маркетингу в Університеті управління та бізнесу в Гдині та англійську філологію в Поморському університеті прикладних наук. У 2007 році відкрив власну мовну школу в Гдині .
Дзямбор був співзасновником асоціації KoLiber, також приєднався до «Молодих консерваторів», а в 2001 році до Консервативно-народної партії. Тоді він належав до Союзу реальної політики та права та справедливості. З 2011 по 2018 рік брав активну участь у Конгресі нових правих, віце-президентом якого був. Він також був заступником голови районної ради Цісова в Гдині. У 2018 році вступив до партії KORWiN, де став членов проводу партійної організації Поморського воєводства. Він балотувався до міськради Гдині на виборах до місцевих органів влади в 2002 і 2006 . На виборах у 2014 та 2018 балотувався до місцевого парламенту Поморського воєводства (у 2014 році також балотувався на посаду мера Гдині). На виборах у 2014 та 2019 роках невдало балотувався до Європарламенту.
На парламентських виборах у 2019 році він балотувався до Сейму у складі виборчого списку, створеного спільно з Конфедерацією свободи та незалежності в окрузі Гдиня. Був обраний депутатом Сейму 9-го скликання, отримавши 19334 голоси. У листопаді 2019 року обраний одним зі співголів партії KORWiN та одним із заступників голови Комітету з питань освіти, науки та молоді. Потім він став одним із кандидатів на праймеріз, організованих Конфедерацією для обрання свого кандидата на президентських виборах 2020 року.
У березні 2022 року разом із Якубом Кулешою та Добромиром Соснєжем вийшов із партії KORWiN . Того ж року він став головою Партії «Лібертаріанці».